# Richard Garriott
Richard Allen Garriott (4 de julio de 1961) es un diseñador de videojuegos y empresario británico-estadounidense. Es también conocido por sus alter egos Lord British en la serie de videojuegos Ultima y General British en Tabula Rasa. Una figura en la industria de los videojuegos, Garriott fue originalmente un diseñador y programador de videojuegos y actualmente se desarrolla en diversos aspectos de desarrollo y negocios en los videojuegos.
El 12 de octubre de 2008, Garriott despegó a bordo de un Soyuz TMA-13 hacia la Estación Espacial Internacional como un turista espacial financiado por fondos propios, regresando tras 12 días a bordo de una Soyuz TMA-12.

## Biografía

### Primeros años
Garriott nació en Cambridge, Inglaterra, y creció en Nassau Bay, Texas. Es hijo del científico Owen K. Garriott, que llegó a ser astronauta y voló con el Skylab 3 y con el Transbordador espacial en la misión STS-9. En la escuela preparatoria de Clear Creek, Texas, se interesó por las computadoras y aprendió programación de forma autodidacta a través de cursos en los cuales creó videojuegos de fantasía. En el verano de 1977, los padres de Richard lo enviaron a la Universidad de Oklahoma a un campamento de computación de siete semanas. Poco después de que había llegado, algunos de los otros muchachos del campamento se presentaron a sí mismos. Cuando Garriot contestaba a sus saludos de "Hi" con "Hello" decidieron que sonaba como si fuera británico, entonces le dieron el apodo de "British". Garriott utiliza hasta ahora para varios de sus personajes de videojuegos, incluyendo el personaje de la serie Ultima llamado Lord British y el personaje de Tabula Rasa General British, aunque los padres de Garriott se movieron a Texas cuando era apenas un bebe — y a pesar de su nombre y lugar de nacimiento — su acento es estadounidense en vez de británico.

### Carrera en programación
Richard continuó programando muchos juegos, a menudo ofreciéndolos gratis a sus amigos. Su primer videojuego publicado fue Akalabeth (DND28b), en el verano de 1980 mientras trabajba en la tienda ComputerLand. Garriott ganó suficiente dinero con Akalabeth como para pagar su educación. En el otoño de ese año, entró en la Universidad de Texas en Austin, se unió al equipo de esgrima de la escuela y, posteriormente, a la Sociedad para el Anacronismo Creativo.
A principios de la década de 1980, Garriott desarrolló la serie de videojuegos Ultima (las secuelas tras el primer título fueron nombradas con números romanos, tal como Ultima II, Ultima III y así sucesivamente). Originalmente fueron programados para el Apple II, y el primer título fue distribuido por California Pacific Computers, y vendidos en bolsas de plástico Ziploc. La segunda parte fue distribuida por Sierra On-Line. Durante el desarrollo de la tercera entrega, los videojuegos alcanzaron tantos seguidors que Garriott (junto con su hermano, Robert Garriott, y su padre y otros) fundaron Origin Systems para como distribuidora propia. Con ello pudieron publicar y distribuir sus propios títulos para diversas plataformas.
Garriott vendió Origin a Electronic Arts en septiembre de 1992. En 1997 acuñó el término Videojuego de rol multijugador masivo en línea (MMORPG), dándole una nueva identidad al naciente género previamente conocido como MUD gráfico. En 1999 y 2000, EA canceló todos los nuevos proyectos de Origin, incluyendo Privateer Online, y Harry Potter Online. En medio de estos eventos, Garriott renunció a la compañía y regresó a la industria formando Destination Games en abril de 2000 junto con su hermano y Starr Long (el productor de Ultima Online). Una vez expiró el acuerdo de no competencia de Garriott con EA, Destination se unió con NCsoft donde actuaba como productor y diseñador de MMORPGs. Tras esto, se convirtió en el actual CEO de la empresa NCsoft Austin, también conocida como NC Interactive.
En una carta abierta en el sitio web de Tabula Rasa posteado el 11 de noviembre de 2008, Garriott anunció sus planes de dejar NCsoft para buscar nuevos intereses tras su experiencia del vuelo espacial. Sin embargo, Garriott argumentaría después que la carta fue utilizada para obligarlo a dejar su posición pero que no tenía intenciones de hacerlo. El 24 de noviembre de 2008 NCsoft anunció que planeaban terminar los servicios de Tabula Rasa. Los servidores fueron apagados el 28 de febrero de 2009, tras un periodo gratuito desde el 10 de enero para aquellos con cuentas ya existentes.

### Viaje espacial

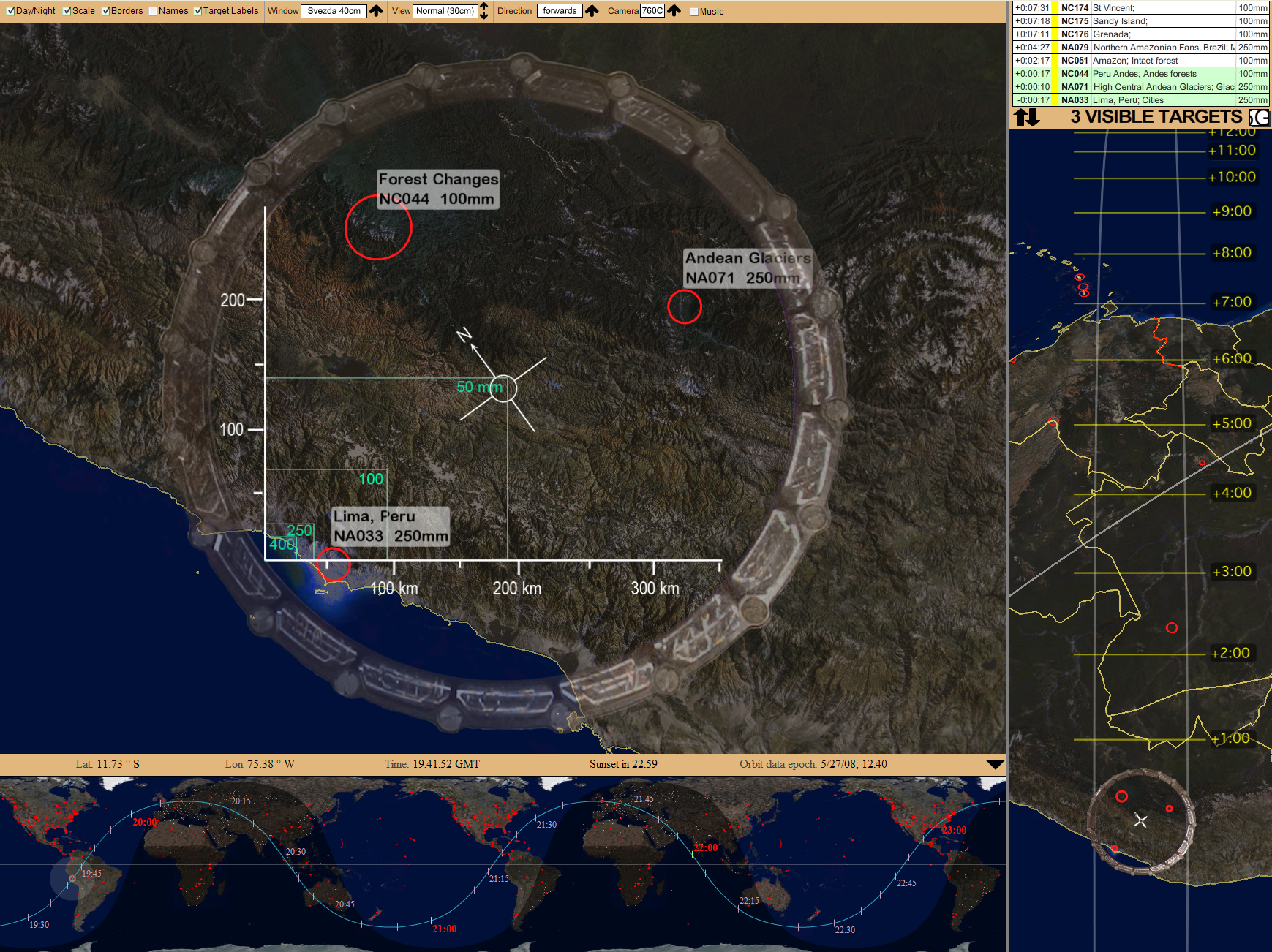
Captura de pantalla de la aplicación Windows on Earth, utilizada por ISS para identificar objetivos en la Tierra para fotografiarla. (Costa de Perú)

El 28 de septiembre de 2007, Space Adventures anunció que Garriott volaría a la Estación Espacial Internacional en octubre de 2008 como el sexto turista espacial, se reportó haber pagado $30 millones de dólares. El 12 de octubre de 2008, Garriott se convirtió en el segundo astronauta de segunda generación en viajar al espacio y en el primer hijo de un astronauta estadounidense en conseguirlo, y la segunda persona en llevar la bandera del Reino Unido en el espacio. La Soyuz se acopló con la estación espacial el 14 de octubre. Garriott coloco un geocache mientras se encontra a bordo de la ISS. Regreso a la Tierra el 24 de octubre a bordo de una Soyuz TMA-12 junto con dos miembros de la Expedición 17, los cosmonautas Oleg Kononenko y Sergei Volkov. Garriott es la segunda persona de la segunda generación de viajeros espaciales, después de Volkov.

## Premios
Garriott se convirtió en el noveno miembro del Salón de la Fama de la Academia Interactiva de las Artes y Ciencias en 2020 (?)

## Videojuegos
| Nombre del videojuego                         | Primer lanzamiento     | Plataforma(s)                                                                                             | Rol de Garriott                                                  |
| --------------------------------------------- | ---------------------- | --- | ---------------------------------------------------------------- |
| Akalabeth: World of Doom                      | 1980                   | Apple II & DOS                                                                                            | Diseñador y programador                                          |
| Ultima I: The First Age of Darkness           | 1980                   | Apple II, Atari 8 bit systems, Commodore 64, DOS, FM Towns & MSX                                          | Concepto original, programador y artista gráfico                 |
| Ultima II: The Revenge of the Enchantress     | 1982                   | Apple II, Atari 8 bit systems, Commodore 64, DOS & FM Towns                                               | Programador                                                      |
| Ultima III: Exodus                            | 1983                   | Apple II, Amiga, Atari 8 bit systems, Commodore 64, DOS, FM Towns, Mac OS & NES                           | Director de proyecto                                             |
| Ultima IV: Quest of the Avatar                | 1985                   | Apple II, Amiga, Atari 8 bit systems, Atari ST, Commodore 64, DOS, FM Towns, MSX, NES, Sega Master System | Director de proyecto                                             |
| Autoduel                                      | 1985                   | Apple II, Amiga, Atari 8 bit systems, Atari ST, Commodore 64 & DOS                                        | Programador y diseñador                                          |
| Ultima V: Warriors of Destiny                 | 1988                   | Apple II, Amiga, Atari ST, Commodore 64, DOS, FM Towns & NES                                              | Diseñador, escritor y programador                                |
| Omega                                         | 1989                   | Apple II, Amiga, Atari ST, Commodore 64 & DOS                                                             | Diseñador                                                        |
| Ultima VI: The False Prophet                  | 1990                   | DOS, Amiga, Atari ST, Commodore 64, FM Towns, SNES                                                        | Diseñador, productor, efectos de sonido, escritor y actor de voz |
| Worlds of Ultima: The Savage Empire           | 1990                   | DOS & SNES                                                                                                | Productor ejecutivo                                              |
| Ultima: Worlds of Adventure 2: Martian Dreams | 1991                   | DOS | Director creativo                                                |
| Ultima: Runes of Virtue                       | 1991                   | Game Boy                                                                                                  | Director creativo                                                |
| Ultima Underworld: The Stygian Abyss          | 1992                   | DOS, FM Towns & PlayStation                                                                               | Director y actor de voz                                          |
| Ultima VII: The Black Gate                    | 1992                   | DOS & SNES                                                                                                | Director y productor                                             |
| Ultima VII: The Forge of Virtue               | 1993                   | DOS | Asistente creativo y productor                                   |
| Ultima VII Part Two: Serpent Isle             | 1993                   | DOS | Director creativo y miembro del grupo de audio                   |
| Ultima VII Part Two: The Silver Seed          | 1993                   | DOS | Director y actor de voz                                          |
| Ultima Underworld II: Labyrinth of Worlds     | 1993                   | DOS, FM Towns & NEC PC-9801                                                                               | Director y actor de voz                                          |
| Ultima VIII: Pagan                            | 1994                   | DOS | Productor                                                        |
| Ultima: Runes of Virtue II                    | 1994                   | Game Boy                                                                                                  | Director creativo y diseño adicional                             |
| Ultima VIII: The Lost Vale Expansion Pack     | Cancelado              | DOS | Productor                                                        |
| Bioforge                                      | 1995                   | DOS | Producto ejecutivo                                               |
| Ultima Online                                 | 1997                   | Windows                                                                                                   | Productor                                                        |
| Ultima Online: The Second Age                 | 1998                   | Windows                                                                                                   | Diseñador ejecutivo                                              |
| Lineage                                       | 1998                   | Windows & Mac OS X                                                                                        | Productor ejecutivo                                              |
| Ultima IX: Ascension                          | 1999                   | Windows                                                                                                   | Director                                                         |
| Lineage II: The Chaotic Chronicle             | 2003                   | Windows                                                                                                   | Productor ejecutivo                                              |
| City of Heroes                                | 2004                   | Windows                                                                                                   | Productor ejecutivo                                              |
| City of Villains                              | 2005                   | Windows                                                                                                   | Administrador ejecutivo                                          |
| Tabula Rasa                                   | 2 de noviembre de 2007 | Windows                                                                                                   | Productor ejecutivo                                              |